# 短髭大蜜鳥
短髭大蜜鳥（學名：Melidectes nouhuysi），是一種棲息於西巴布亞亞熱帶或熱帶山地雨林的吸蜜鳥科鳥類。